# Dialectologie de la langue espagnole
 (juin 2013).

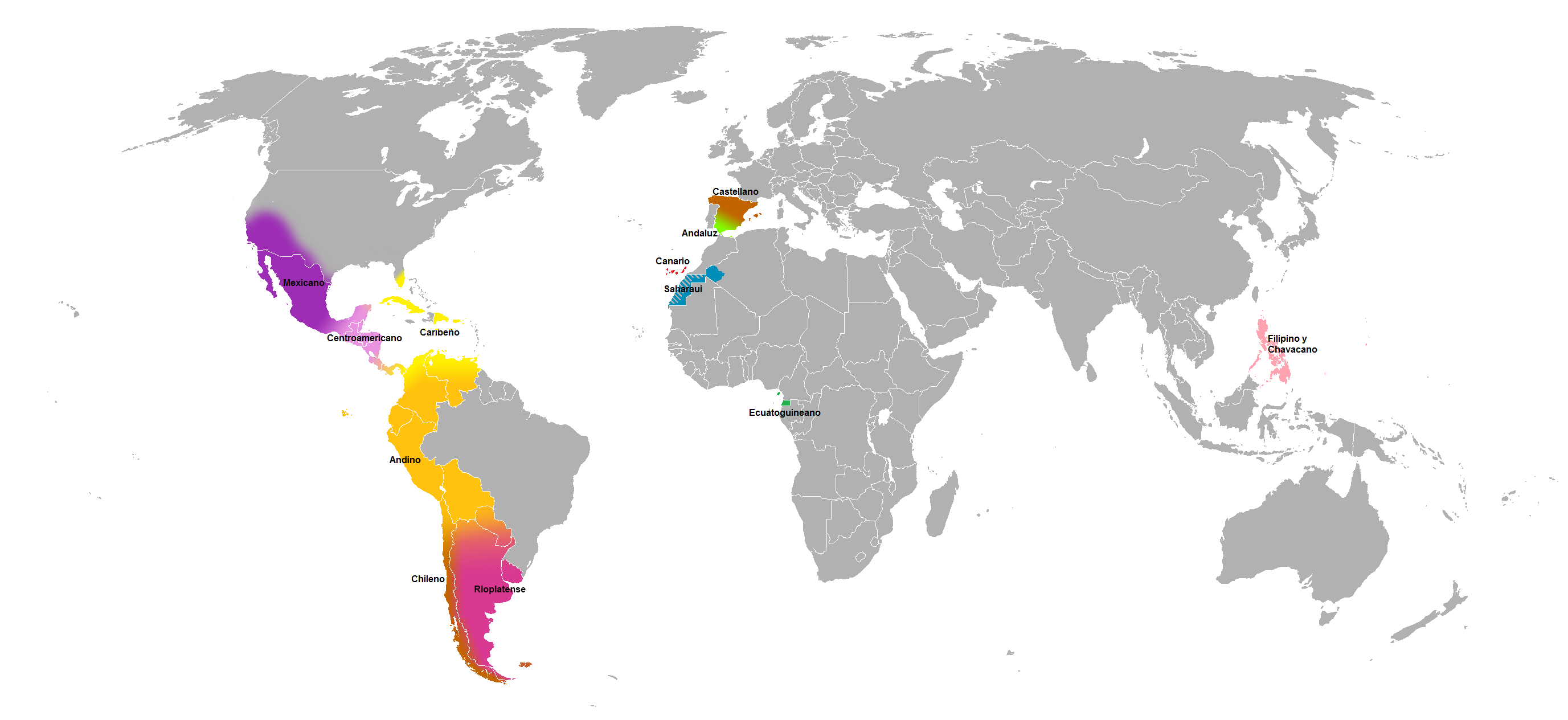
Principales variétés de l'espagnol parlées dans le monde.

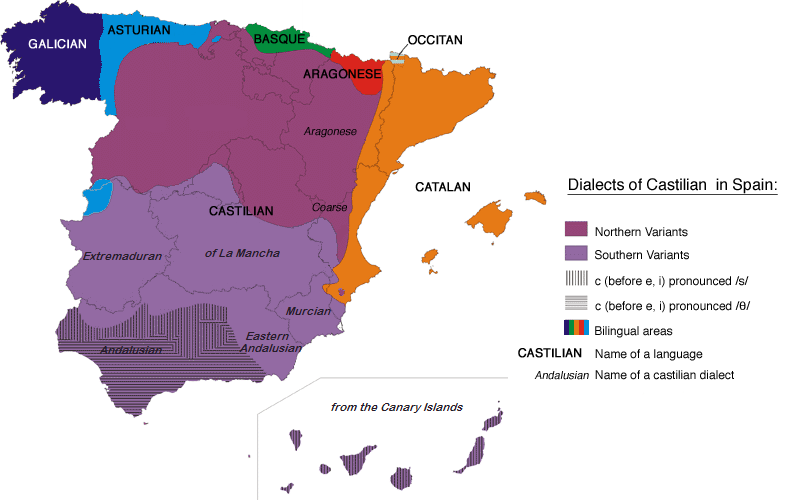
Langues et dialectes parlés en Espagne. Le castillan et ses modalités figurent en pourpre. Dans les zones d'autres couleurs, l'espagnol côtoie une langue différente.

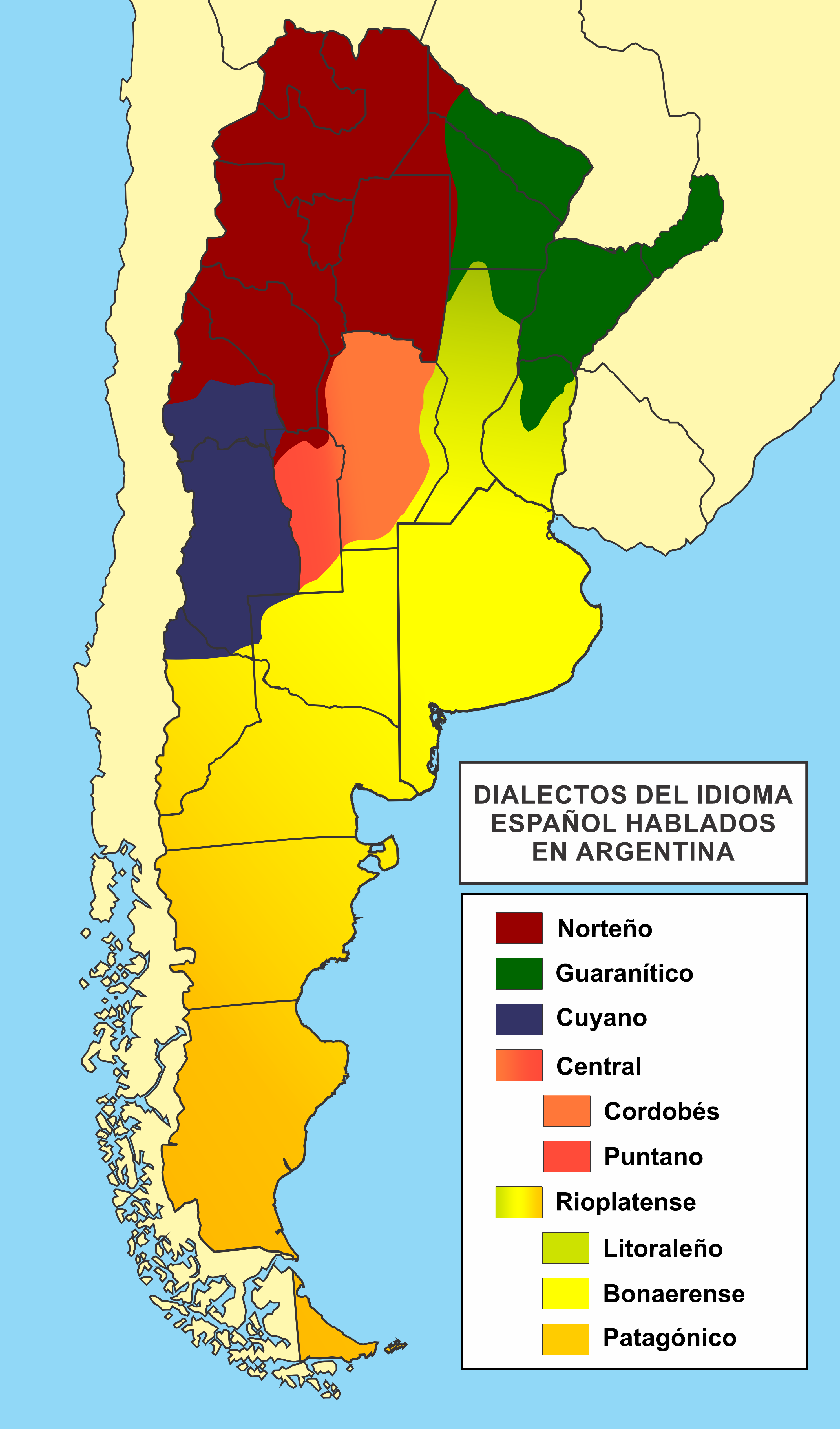
Dialectes de la langue espagnole parlés en Argentine.

La dialectologie de la langue espagnole ou dialectologie hispanique est l'étude des propriétés dialectales, des modalités et variétés de la langue espagnole (ou castillan).
Il existe au sein de celles-ci un grand degré de divergence, notamment relatif à la prononciation et au lexique et, à un degré moindre, sur le plan grammatical. On opère en particulier une distinction entre d'une part, l'espagnol péninsulaire commun, parlé en Castille et dans la plupart des autres régions de l'Espagne péninsulaire (notamment celles où il n'est pas constitutif et où il cohabite avec une langue autochtone), et d'autre part, le groupe formé par l'andalou, l'espagnol d'Amérique (qui renferme lui-même de nombreuses variétés) et d'autres dialectes (canarien, murcien etc.).
Le standard écrit est commun et clairement défini, et chaque dialecte en diffère dans une certaine mesure, en dépit d'une tendance historique à privilégier les variantes castillanes. L'espagnol parlé en Vieille Castille, pourtant fréquemment considéré comme le castillan le plus pur, montre ainsi diverses tendances divergentes du standard historique (leísmo, loísmo, laísmo, yeísmo, prononciation de /-d/…)

## Phonologie et phonétique

### Traitement de /s/ et /θ/

#### Aspects phonologiques
La plus grande fracture du système phonologique de l'espagnol moderne réside dans la distinction ou la confusion entre les phonèmes /θ/ et /s/ du castillan standard. Cette différence de traitement résulte d'un profond réajustement survenu dans le système consonantique du castillan ancien entre les XVe et XVIIe siècles, au cours duquel les parlers andalous ont accompli une étape de simplification de plus que les parlers de Castille. Il s'agit donc d'une différence constitutive, résultant de l'évolution partiellement partagée avec le reste du domaine linguistique, et non de la corruption d'un système stable hérité de celui-ci.
Le maintien de la distinction est caractéristique du castillan parlé dans les zones centrales et septentrionales de l'Espagne. Dans les zones ne pratiquant pas la distinction, on différencie le seseo (le phonème est réalisé comme une consonne fricative alvéolaire sourde : [s]), largement dominant en Amérique, et le ceceo (où il donne une dentale), que l'on trouve essentiellement en Andalousie. Les circonstances, en particulier le monopole sur le commerce avec le Nouveau monde de Séville jusqu'au XVIIIe siècle, font que l'espagnol parlé en Amérique est fondamentalement proche de l'andalou depuis ses origines.
La perte de la distinction entraîne l'apparition d'un certain nombre d'homophones : casa/caza (« maison/chasse »), cegar/segar (« aveugler/moissonner »), poso/pozo (« dépôt/puits »), siento/ciento (« je ressens/cent »), cocer/coser (« cuire/coudre »)… En conséquence, on tend dans ce cas à faire usage de synonymes ou de mots dérivés légèrement différents : caza → cacería (« partie de chasse »), cocer → cocinar (« cuisiner »). Les parlers américains ont effectué de très nombreux emprunts aux langues amérindiennes pour certains termes courants (voir le paragraphe #Lexique).

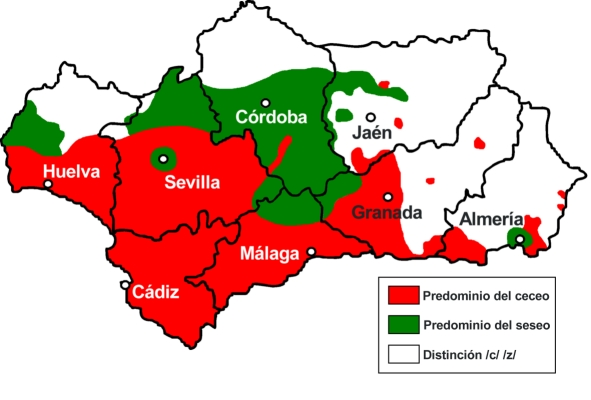
Carte présentant les limites entre les parties de l'Andalousie qui pratiquent le seseo, le ceceo ou la distinction entre le [θ] et le [s] (bien que non indiquée, la ville de Cadix est seseante).

#### Aspects phonétiques
Dans le castillan péninsulaire standard et quelques dialectes américains isolés (par exemple dans le département colombien d'Antioquia et dans certaines zones intérieures de Bolivie ou du Pérou), l'allophone du /s/ est apico-alvéolaire (et tend parfois à être palatalisé en [ʃ]), tandis que le [θ] a un caractère interdental marqué. Ces variétés tendent ainsi à opérer une dissimilation sur les deux phonèmes.
Au contraire, dans les zones ne pratiquant pas la distinction (seseo ou ceceo), on observe une grande variété dans le traitement du phonème unique /s/ ou /θ/, ce qui est rendu possible et favorisé par un plus grand espace articulatoire disponible. La réalisation la plus courante pour les zones de seseo et ceceo est, respectivement, une laminale alvéolaire et une dentale.

#### Aspiration et perte du /-s/ final - création d'une opposition vocalique
Dans une grande partie de l'Amérique hispanophone (sauf au Mexique, dans les hautes terres du Guatemala, de Bolivie et une grande partie de celles d'Équateur ainsi que dans le Venezuela andin) et du sud de l’Espagne, le /s/ implosif (situé en fin de syllabe) est atténué en une fricative glottale sourde [h], voire complètement supprimé dans certains cas. Ainsi la phrase « Todos los cisnes son blancos » (« Tous les cygnes sont blancs ») pourra être prononcée [todɔh lɔh sihnɛh sɔm blankɔh] ou même [todɔ lɔ sinɛ sɔm blankɔ]. On constate que la perte du /-s/, indicateur grammatical de premier ordre (marque du pluriel), est compensée en Andalousie orientale et dans la Région de Murcie par la création d'une opposition dans l'ouverture des voyelles finales (les syllabes normalement terminées par /-s/ sont plus ouverte que les autres), en particulier dans le cas de a, e et o. Autrement dit, l'opposition syllabe ouverte/syllabe fermée est reportée dans une opposition voyelle fermée/voyelle ouverte.
Un cas particulier est celui du castillan mexicain, dans lequel on observe une réduction ou perte des voyelles non-toniques, principalement lorsqu'elles sont en contact avec un /s/,. Ainsi dans les mots pesos, pesas et peces, les dernières voyelles tendent à être neutralisées en une [ə̥] (sorte de moyenne centrale), et les trois mots à être prononcés de la même manière : ['pesə̥s].

### Yeísmo
Un autre trait dialectal important concerne la distinction entre les phonèmes /ʎ/ (consonne palatale latérale graphiée ll) et /j/ (semi-voyelle palatale y). Dans la plus grande partie des dialectes de l'espagnol actuel, les deux phonèmes ont fusionné en un seul, réalisé sous la forme d'un son palatal généralement non latéral, et qui varie selon le dialecte et le contexte d'une fricative [ʝ] à une fricative [ʒ], très souvent simplement [j]. Dans les zones du Río de la Plata (Uruguay et Argentine), il est réalisé comme une fricative post-alvéolaire sourde ou légèrement voisée (entre /ʃ/ et /ʒ/). Au Mexique, il donne couramment  /ɟʝ/. Ce phénomène, apparu au XVe siècle, implique l'apparition d'homophones (calló/cayó…),,.
Certaines zones n'ayant pas adopté la simplification sont des aires où le castillan cohabite avec une langue autochtone qui connaît le phonème /ʎ/, comme le quechua, le guarani ou d'autres langues amérindiennes au Pérou en Bolivie et, tout spécialement, au Paraguay, et les régions catalanophones ou bascophones d'Espagne. La distinction est toujours opérée en ladino ainsi que, d'une certaine manière, dans des mots cebuanos et tagalogs d'origine espagnole comme kordilyera (/koɾdilˈjɛɾa/) (/ʎ/ étant rendu phonétiquement par [l'j]).

### Aspiration du /h/
En castillan standard le h est totalement muet. Sa présence graphique ne répond généralement qu'à des motifs étymologiques (comme la chute du /f-/ initial), sauf dans le cas du digraphe ch (pour /t͡ʃ/).
Cependant, dans certaines variétés de l'Espagne méridionale, dans les Caraïbes et dans une grande partie de l'Amérique du Sud, on constate la persistance ou réactivation de la prononciation de la lettre dans une glottale [h], le même son que l'allophone /-s/ de fin de syllabe dans nombre de ces régions.

### Variantes de /x/
Voir aussi : Développement moderne des fricatives de l'espagnol.
En castillan ancien, le j (devant e et i) était prononcé comme une fricative post-alvéolaire voisée /ʒ/, puis finit par perdre sa sonorité et se confondre avec x /ʃ/ aux alentours du XVe siècle. Lorsque les premiers colons espagnols débarquent en Amérique, le phonème a déjà entamé un processus de déplacement vers l'arrière de l'appareil phonatoire, depuis son articulation post-alvéolaire vers une palatale [ç] jusqu'à une vélaire [x]. Toutefois, dans les dialectes méridionaux et les variétés américaines profondément influencées par les colons originaires du sud (spécialement dans les Caraïbes), /ʃ/ n'a pas évolué en une vélaire mais en un son glottal plus relâché [h]. Il s'agit à présent de la prononciation standard de j à Cuba, Saint Domingue et Porto Rico, ainsi que dans les zones intérieures du Venezuela et en Colombie. Ailleurs c'est la vélaire [x] qui est prévalente (proche de la réalisation standard péninsulaire). Dans la zone du Río de la Plata et au Chili, /x/ reçoit une articulation plus palatale, proche de [ç]. En Espagne, la glottale [h] est commune en canarien et en andalou occidental.

### Réalisations de /-n/
De façon générale, il n'existe pas en espagnol d'opposition phonologique entre /n/ et /m/ en position implosive (en fin de syllabe). Dans cette position, l'espagnol dispose donc d'un archiphonème /N/, fréquemment réalisé [n] (álbum>['alβun]) mais généralement conditionné par l'environnement (un viaje>[umbi'axe], un sillón>[unsi'ʎon], el álbum previo>[el'album'previo], inmueble>[immu'eble]).
Dans certaines zones, le /-n/ (ou /-m/) final est réalisé comme une consonne nasale vélaire ŋ (au lieu de la nasale alvéolaire standard /n/). On rencontre communément ce phénomène dans différentes régions d'Espagne (Galice, León, Asturies, Murcie, Estrémadure et Andalousie) et en Amérique (dans les Caraïbes, en Amérique centrale, dans les zones côtières de Colombie, au Venezuela, dans une grande partie du Pérou et de l'Équateur et dans le nord du Chili). Dans tous ces dialectes, la forte nasalisation de la voyelle antérieure s'accompagne fréquemment d'une absorption du /-n/.

### Traitements de /r/
Le r simple espagnol (« pero », « verdad »…) ne connaît pas de variantes significatives dans sa réalisation (consonne battue alvéolaire voisée [ɾ]).
En revanche, le r multiple, que l'on trouve à l'initiale (« rata »), dans le cas du double r (« perro ») et allophone possible en position finale, connaît des articulations très variées. De façon générale, l'articulation considérée comme la plus correcte et prestigieuse est celle d'une consonne roulée (consonne roulée alvéolaire voisée). Dans de nombreux dialectes toutefois, la consonne n'est pas roulée mais adopte plutôt un mode d'articulation fricatif. Ces variantes sont très fréquentes dans la plus grande partie de l’Amérique centrale (mais pas au Honduras), dans certaines zones rurales du Mexique, dans les zones intérieures d'Équateur (y compris la région de Quito), du Pérou et les hautes terres de Bolivie (mais pas dans la plaine orientale de Camba). De nombreux linguistes expliquent le caractère fricatif et post-alvéolaire du r par l'influence des langues amérindiennes avec lequel l’espagnol s'est trouvé et se trouve encore en situation de bilinguisme. D'autres chercheurs émettent néanmoins l'hypothèse que le r fricatif pourrait ne pas être une innovation autonome mais trouver son origine dans certains dialectes de castillan septentrional qui auraient ensuite été exportés en Amérique. Ainsi, certains dialectes parlés au Pays basque, en Navarre, à La Rioja et au nord de l'Aragon, régions qui ont amplement participé à la colonisation espagnole des Amériques, présentent une variante fricative ou post-alvéolaire pour rr, particulièrement à l'initiale.
Une autre variante particulière de rr se trouve chez de nombreux locuteurs portoricains, et dans une moindre mesure cubains et dominicains. Chez ces derniers, le roulement alvéolaire est déplacé vers l'arrière, parfois jusqu'en position vélaire. Ainsi rr peut se trouver glottalisé en [hrr] (un [h] légèrement aspiré suivi d'un roulement non voisé) ou bien, chez les locuteurs cultivés (particulièrement parmi les Portoricains), passer d'un roulement alvéolaire voisé à un roulement sourd, uvulaire ([χ]) ou vélaire ([x]). Pour des locuteurs extérieurs, ce changement peut produire une confusion avec la prononciation de j (prononcé [x] en espagnol standard). Néanmoins le changement ne produit pas de problème pour des locuteurs natifs, j étant prononcé comme un glottale douce [h] et le caractère vélaire ou uvulaire de rr étant toujours affirmé.

### Prononciation de la lettre 'x' et des groupesxc,sc,cs
En espagnol courant, la prononciation de la lettre x (rendu phonétique standard [ks]) subit une lénition et se trouve réduite à une simple apico-alvéolaire s (/s̺/), en particulier devant consonne (experiencia : [esperi'enθia] ou [esperi'ensia] dans les zones seseantes). En Amérique hispanique, la lettre est prononcée ks, avec le [s] habituel, dental ou laminaire, mais lorsqu'il est suivi d'un son [s] (provenant de [s] ou [c] devant [e] ou [i]), celui-ci est assimilé : [kss]>[ks]. On trouve le même phénomène dans le cas de [sc] suivi de [e] ou [i] : [ss]>[s]. En Espagne (hors Andalousie), l'assimilation ne se produit pas, en raison de la distinction entre [θ] et [s].
Par exemple, en suivant les tendances exposées ci-dessus, excelente sera prononcé en Espagne (hors Andalousie) [ɛs̺θeˈlɛnte], mais [ɛkseˈlɛnte] dans les autres zones. Ascensión est prononcé en Espagne [as̺θɛnˈs̺jɔn], voire [aθɛnˈs̺jɔn], mais en Amérique et en Andalousie simplement [asɛnˈsjɔn].

### Traitement de /d/
En position intervocalique, le phonème /-d-/, réalisé sous la forme d'une fricative [ð], tend à disparaître dans le langage familier. En andalou ce traitement est permanent. Dans le cas par exemple du suffixe -ado, la grande majorité des dialectes péninsulaires l'élimine régulièrement.
En fin de mot, /-d/ est diversement traité selon les régions. Dans les régions catalanophones et sous l'influence du système phonologique  catalan, il tend à s'assourdir en [-t]. En Castille, il se dentalise pour être couramment prononcé de façon proche voire identique à /θ/ (fricative interdentale sourde : Madrid>[Madr'iθ]). Dans cette région les /-d-/ intérieurs sont traités de la même manière devant occlusive : vodka>[v'oθka]. Étant celle utilisée dans la capitale et sa région, cette prononciation est abondamment diffusée dans les médias en Espagne, bénéficie de prestige et tend à s'étendre auprès des locuteurs d'autres zones. Ailleurs, le /-d/ final s'amenuise jusqu'à disparaître, fréquemment dans le langage familier et de façon généralisée en andalou.

## Grammaire

### Système de pronoms et de personnes grammaticales
L'une des principales variantes grammaticales au sein de la langue espagnole réside dans le système des personnes grammaticales (pronoms personnels et conjugaisons verbales). Dans la plus grande partie de l'Espagne, le seul pronom de deuxième personne du pluriel informel est vosotros, qui n'est pas utilisé en Amérique, où l'on utilise au contraire systématiquement les formes de vouvoiement pluriel de l'espagnol péninsulaires : le pronom sujet ustedes, les pronoms, possessifs et conjugaisons de la troisième personne du pluriel.
Pour la deuxième personne du singulier, certains dialectes (dont la presque totalité des dialectes péninsulaires) utilisent le pronom tú, d'autres utilisent vos (on parle de voseo) et d'autres encore peuvent mobiliser les deux.
On trouve un grand nombre de variations dans les conjugaisons de ces différents paradigmes.

### Conjugaisons de la deuxième personne
Le pronom est accompagné d'un paradigme de conjugaison particulier pour la deuxième personne, apparenté avec la deuxième du pluriel (vosotros), bien qu'avec différentes altérations. Quelques exemples :
- Hablar (« parler ») à la deuxième personne du singulier, traitement informel :
  - Espagnol péninsulaire - tú hablas
  - Argentine, Paraguay et Amérique centrale - vos hablás
  - Uruguay - vos hablás, tú hablás
  - Chili - tú hablas, tú hablái, vos hablái
  - Colombie - usted habla, tú hablas, vos hablás
  - Porto Rico - tú hablas
  - Mexique - tú hablas, vos hablás (Chiapas seulement)
  - Traitement formel usuel au Venezuela (Zulia) et en espagnol archaïque - vos habláis, tú habláis, vos hablás
  - Équateur - tú hablas, vos hablás
  - Judéo-espagnol formel - vos avláis[9]
  - Pérou (langue officielle) - tú hablas, usted habla
- Deuxième personne du pluriel, traitement informel :
  - Espagnol péninsulaire - vosotros habláis
  - Andalou occidental - ustedes habláis
  - Canarien - ustedes hablan
  - espagnol d'Amérique - ustedes hablan
  - Judéo-espagnol formel et informel - vosotros avláis[9]
- Perder (« perdre »), verbe irrégulier (le /e/ du radical diphtongue en /ie/ lorsqu'il est tonique[10]), mode subjonctif
  - Singulier, traitement informel
    - Espagnol péninsulaire et péruvien - que tú pierdas
    - Amérique centrale - que vos perdás
    - Argentine - que vos perdás, que vos pierdas
    - Paraguay - que vos pierdas
    - Équateur - que tú pierdas, que vos perdás, que vos pierdas
    - Porto Rico - que tú pierdas
    - Uruguay - que vos pierdas, que tú pierdas, que vos perdás, que tú perdás
    - Chili - que tú pierdas, que tú perdái, que vos perdái
    - Colombie - que usted pierda, que tú pierdas, que vos perdás
    - Mexico - que tú pierdas, que vos perdás
    - Venezuela (Zulia) et espagnol archaïque (singulier, adresse formelle) : que vos perdáis, que tú perdáis
    - Ladino formel singulier - que vos pedráis[9]

  - Subjonctif pluriel
    - Espagnol péninsulaire - que vosotros perdáis
    - Andalou occidental - que vosotros/ustedes perdáis
    - Espagnol d'Amérique - que ustedes pierdan
    - Ladino formel et informel - que vosotros pedráis ([ke vozotros pedráʃ])[9]
- Venir
  - singulier, adresse informelle, mode impératif
    - Espagnol péninsulaire - ven tú
    - Argentine, Paraguay, Uruguay et Amérique centrale - vení vos
    - Équateur - ven tú, ven vos
    - Porto Rico, Venezuela - ven tú
    - Ladino formel singulier - vení/d vos
    - Chili - ven tú, ven vos
    - Colombie - venga usted, ven tú, vení vos
    - Mexique - ven tú, vení vos

  - pluriel, adresse informelle, mode impératif
    - Espagnol péninsulaire - venid vosotros / venir vosotros
    - Andalou occidental - vení ustedes
    - Espagnol d'Amérique - vengan ustedes
    - Ladino, formel et informel - vení/d vosotros

Le terme voseo s'applique également dans les cas où un autre pronom que vos est utilisé mais où le verbe suit les conjugaisons usuelles du voseo. Ainsi, des formes comme « tú subís, tú decís, tú querés » sont classées dans le voseo.

## Lexique
On rencontre des différences significatives sur le plan lexical entre les différentes variétés régionales de l'espagnol, notamment des domaines très courants comme les aliments, les animaux, les végétaux, les vêtements et autres éléments de la vie quotidienne. Les variétés latino-américaines en particulier ont réalisé un grand nombre d'emprunts aux langues amérindiennes dans ces catégories. Certains mots sont utilisés dans différentes aires dialectales mais avec des sens parfois totalement différents.
| Mot       | Signification standard | Sens régional                                                          |
| --------- | ---------------------- | ---------------------------------------------------------------------- |
| almacén   | entrepôt               | épicerie (Espagnol andin, rioplatense)                                 |
| colectivo | collectif              | taxi collectif, minibus (castillan argentin, bolivien, chilien)        |
| cuadra    | étable                 | pâté de maisons (espagnol d'Amérique)                                  |
| chaqueta  | veste                  | (vulgaire) masturbation masculine (castillan d'Amérique centrale (en)) |
| coger     | prendre, attraper      | (vulgaire) faire l'amour (espagnol d'Amérique)                         |
| concha    | coquillage, carapace   | (vulgaire) sexe de la femme (espagnol andin, rioplatense)              |

## Utilisation des temps verbaux
L'espagnol standard dispose de deux temps pour exprimer une action terminée : le passé simple (pretérito indefinido ou pretérito perfecto simple), qui exprime une action considérée comme inactuelle (qui s'est déroulée dans une autre temporalité), et le passé composé (pasado perfecto ou pretérito perfecto compuesto), avec lequel l'action est envisagée comme actuelle.
Exemples :
- Hoy/Este mes, he ido a Portugal (« aujourd'hui/ce mois-ci, je suis allé au Portugal », passé composé)
- Ayer/El año pasado, fui a Lisboa (« hier/l'an dernier, je suis allé à Lisbonne », passé simple)

Il existe cependant des divergences dans l'utilisation des deux paradigmes. Ainsi on constate dans certaines régions d'Espagne et en Amérique une tendance à utiliser la forme simple dans la plupart des cas, parfois à l'encontre du standard grammatical.
En Amérique hispanique, la forme composée est rarement utilisée sinon dans le cas d'une action qui s'est accomplie récemment (« qui vient de… »), pour souligner son immédiateté.
En Espagne, on rencontre la même tendance dans quelques variétés régionales (essentiellement en Castille).

## Géographie linguistique

### Dialectes ibériques
Le castillan péninsulaire est habituellement séparé entre castillan septentrional, qui inclut grosso modo les modalités dialectales parlées dans la moitié nord de l’Espagne (entre la Cantabrie et Cuenca) et l'ensemble dialectal méridional (groupe hétérogène qui rassemble pour l’essentiel les variantes de l'andalou, le murcien (influencé par le mozarabe, l'aragonais et le catalan) et le canarien).
Il a des frontières avec l'aragonais et le catalan à l'est, avec le portugais et l'astur-léonais à l'ouest. L'estrémègne et le cantabrique constituent des dialectes de transition entre l'astur-léonais et le castillan. Le canarien est un cas de dialecte insulaire influencé par le portugais.

### Groupes dialectaux hispano-américains
On distingue cinq aires de variation topolectale de l’espagnol en Amérique :
1. l'Amérique du Nord et en Amérique centrale, où est en usage l'espagnol mexicain ;
2. les Caraïbes ;
3. les Andes ;
4. le Chili, où est en usage le topolecte de Santiago ;
5. le Río de la Plata et le Gran Chaco[13].

## Évolution
L'hispaniste suédois Bertil Malmberg affirme qu'il existe en espagnol une tendance évolutive à préférer les syllabes ouvertes (se terminant par une voyelle).

#### Langues voisines
- Aragonais
- Astur-léonais
- Basque
- Catalan
  - Dialectologie catalane
- Occitan
- Portugais

#### Argots
- Le caló, langue des gitans métissées d'espagnol
- La germanía, argot des milieux criminel et carcéral
- Le lunfardo, argot de Buenos Aires

#### Mélanges avec d'autres langues
- Le chavacano, langue créole dérivée de l'espagnol parlée aux Philippines
- Le fá d’Ambô, langue créole dérivée du portugais parlé sur l'île d'Annobón, en Guinée équatoriale, et dont 10 % du lexique est d'origine espagnole
- Le fragnol, mélange de français et d'espagnol parlé par les immigrés hispanophones en France
- Le llanito, variété d'andalou parlé autour de Gibraltar, fortement influencé par l'anglais britannique
- Le papiamento, langue créole des Antilles néerlandaises, dont 25 % du lexique provient de l'espagnol
- Le portugnol, avec le portugais
- Le spanglish, avec l'anglais des États-Unis